# Ophellantha
Ophellantha är ett släkte av törelväxter. Ophellantha ingår i familjen törelväxter.
Kladogram enligt Catalogue of Life:
| Ophellantha | \| \| Ophellantha spinosa \| \| \| \| \| \| Ophellantha steyermarkii \| \| \| \| |
|             | \| \| Ophellantha spinosa \| \| \| \| \| \| Ophellantha steyermarkii \| \| \| \| |
|             | Ophellantha spinosa                                                              |
|             |                                                                                  |
|             | Ophellantha steyermarkii                                                         |
|             |                                                                                  |